# UKM-2000
A UKM-2000 (Uniwersalny Karabin Maszynowy, "Metralhadora Universal") é uma metralhadora de uso geral de 7,62×51mm NATO projetada e fabricada pela Zakłady Mechaniczne Tarnów em Tarnów, na Polônia.

## Desenvolvimento
Em 12 de março de 1999, a Polônia aderiu à Organização do Tratado do Atlântico Norte (OTAN). Surgiu um problema com a modificação das armas do Exército Polonês para usar a munição padrão da OTAN. Foi tomada a decisão de desenvolver uma nova metralhadora de uso geral. A produção foi baseada no projeto da bem-sucedida metralhadora PKM, anteriormente produzida sob licença na Polônia.
Para usar a munição comum da OTAN, o método de alimentação da metralhadora teve que ser fundamentalmente modificado.
A UKM-2000 é uma metralhadora de uso geral (GPMG) primária na maioria dos veículos usados pelas forças polonesas no Afeganistão (Cougar H, MaxxPro Dash, M-ATV, Humvee) e é uma metralhadora coaxial no KTO Rosomak e no BRDM-2 modernizado pela Polônia.
Há uma proposta para modernizar a metralhadora polonesa UKM-2000 alimentada por 7,62×51mm NATO para o novo padrão UKM-2013. A metralhadora atualizada será equipada com uma nova coronha dobrável e telescópica com um apoio de bochecha e punho adicional, o trilho Picatinny integrado com mira de ferro e forehand de 3 trilhos acoplado ao tubo de gás, uma nova empunhadura, uma nova alavanca de manejo, um novo seletor de trava de segurança, um novo cano de 440 mm (como opcional) além de algumas mudanças internas adicionais. O Exército Polonês está interessado nesta metralhadora alimentada pela bolsa de munição macia de 100 cartuchos em vez de uma caixa de aço. Devido à semelhança externa com a metralhadora russa PKM com câmara para o 7,62×54mmR, alguns elementos como uma coronha, uma empunhadura ou um guarda-mão com trilhos poderão ser usados com o projeto Kalashnikov.

## Variantes
- UKM-2000C - (C de "czołgowy" - variante de tanque) versão coaxial da UKM-2000, sucessor da PKT. Usada no KTO Rosomak e em alguns BRDM-2 modernizados poloneses. As modificações incluem a remoção da coronha, um cano mais longo e pesado, um regulador de gás e um gatilho solenoide elétrico.
- UKM-2000CL - versão coaxial da UKM-2000 alimentada pelo lado esquerdo (como a FN MAG, diferente da PKM ou da UKM-2000 regular, destinada a ser usada em estações de armas remotas ocidentais como o Konsberg Protector).
- UKM-2000D - versão aerotransportada com coronha dobrável, uso limitado nas Forças Armadas Polonesas.
- UKM-2000P - (P de "piechoty" - variante de infantaria) versão padrão, algumas também equipadas com trilho MIL-STD-1913.
- UKM-2000Z - primeira tentativa de modernização da UKM-2000, com nova coronha telescópica e punho de pistola em polímero preto. Não foi adotada.
- UKM-2013C(L) - modernização da UKM-2000C(L) apresentada em 2012
- UKM-2013P - modernização da UKM-2000P apresentada em 2012, melhor ergonomia e funcionalidade, nova coronha dobrável e telescópica com um apoio de bochecha e punho adicional, trilho Picatinny integrado com mira de ferro e forehand de 3 trilhos acoplado ao tubo de gás, nova empunhadura, nova alavanca de manejo, novo seletor de trava de segurança, um novo cano de 440 mm (como opcional) além de algumas mudanças internas adicionais, nova bolsa de munição macia em vez da caixa de aço típica da família PK.[2]
- UKM-2000M/UKM-2015 - versão que provavelmente estava em testes em meados de 2014, provavelmente para introdução em 2015.[3][4]
- UKM-2020S - versão mais curta e leve da UKM-2000 com coronha dobrável.[5]
- UKM-2023CL - metralhadora coaxial com alimentação à esquerda.[6]

O L em uma versão coaxial indica que a munição é alimentada pela esquerda em vez da direita.

## Operadores

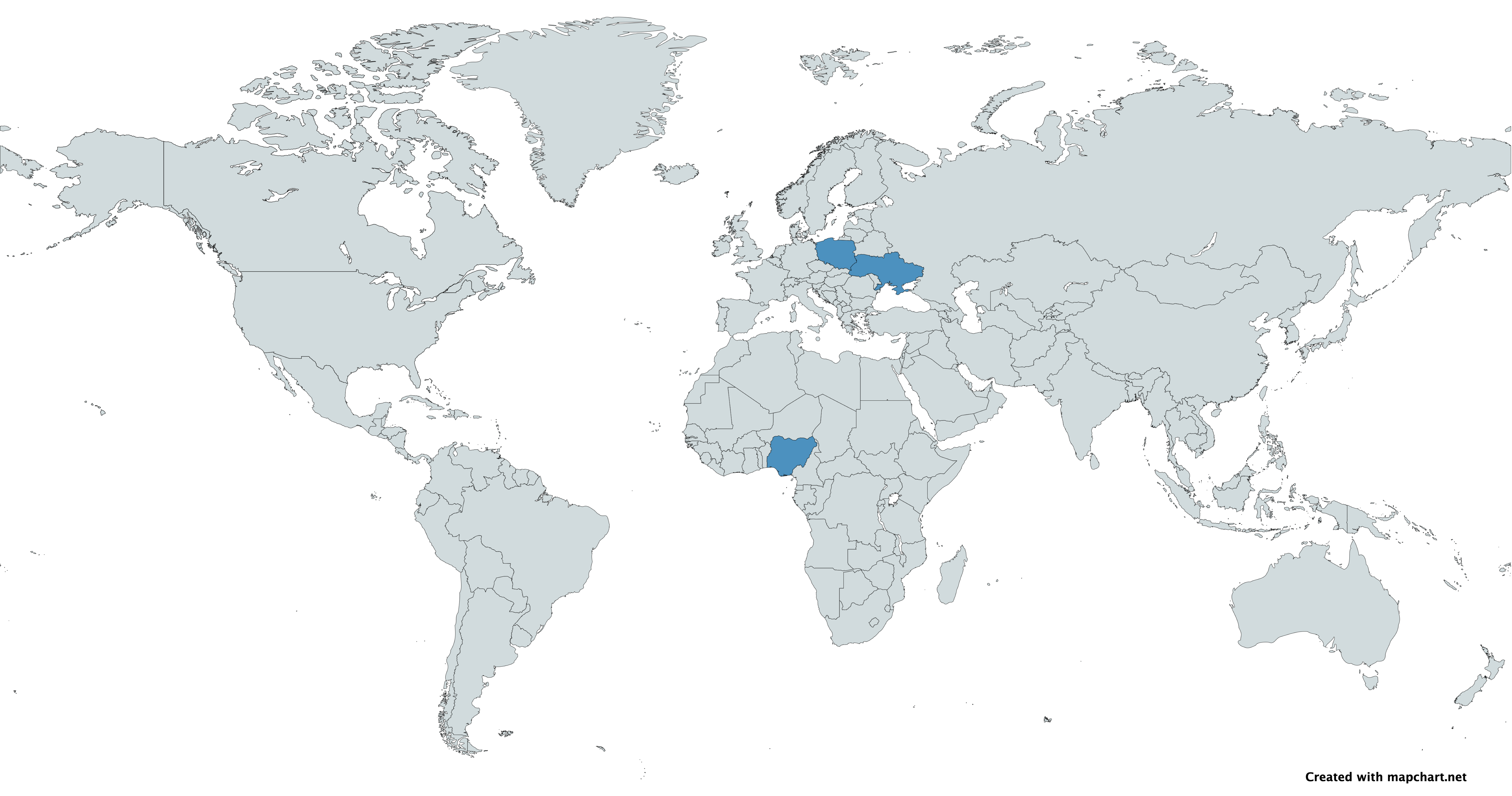
Mapa com operadores da UKM-2000 em azul

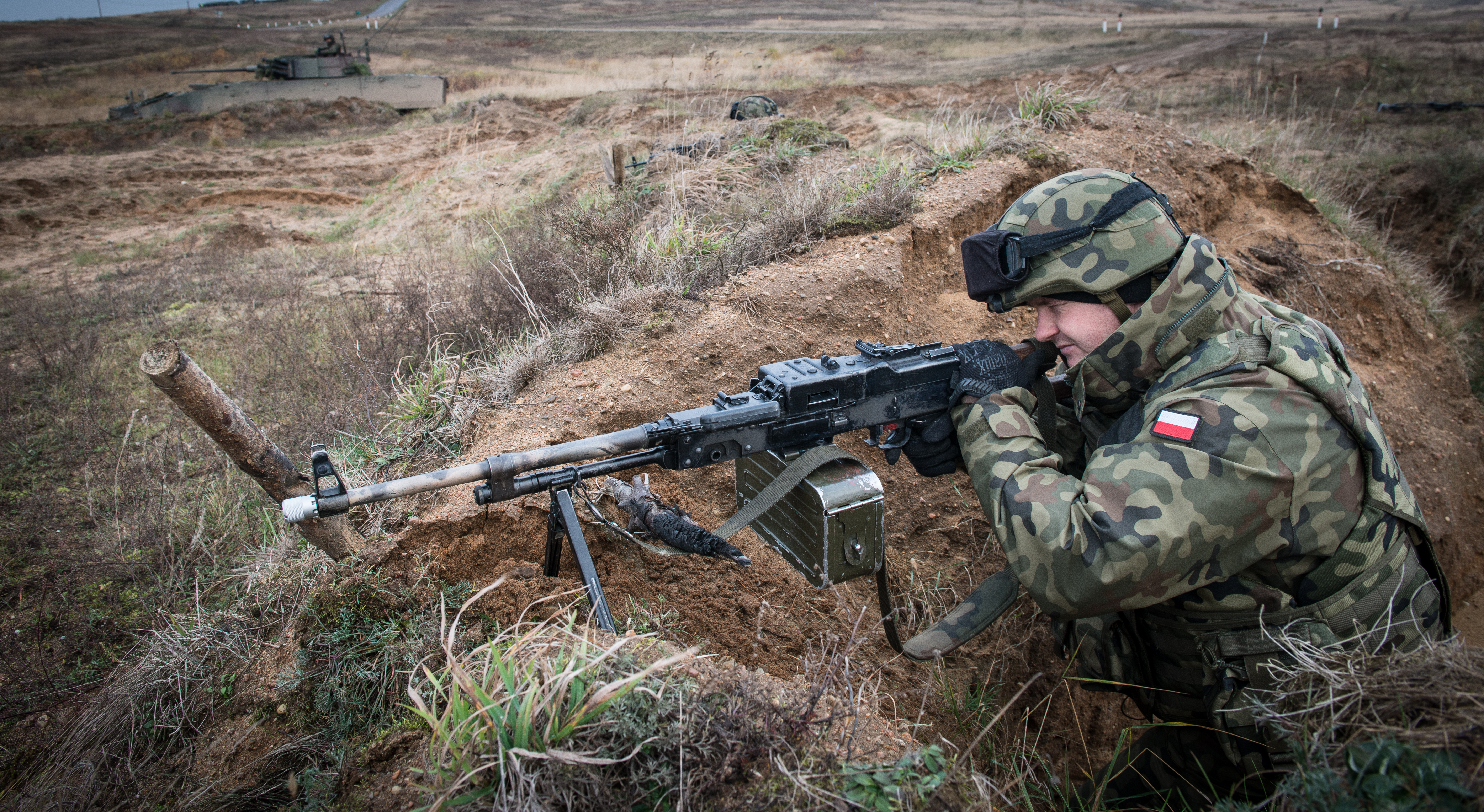
UKM-2000P em serviço polonês

- Polónia: cerca de 1200 exemplares usadas pelas Forças Terrestres e Gendarmaria Militar, cerca de 2.500 encomendadas (versão UKM-2000M)[7]
- Nigéria: cerca de 50 usadas (versão com coronha de madeira)[8]
- Ucrânia: número desconhecido (dado à Ucrânia a partir de junho de 2022)[9]